# كاساس دي جويخارو
بلدية كأساس دي جويخارو (بالإسبانية: Casas de Guijarro)‏، هي إحدى بلديات مقاطعة قونكة إحدى مقاطعات إسبانيا، و التي تقع في منطقة قشتالة لا منتشا وسط البلاد, و المائلة لجهة الشرق من إسبانيا.
يبلغ عدد سكانها 137 نسمة وفقاً لإحصائية سنة (2007).